# Unidade de Patrulhamento de Fronteira

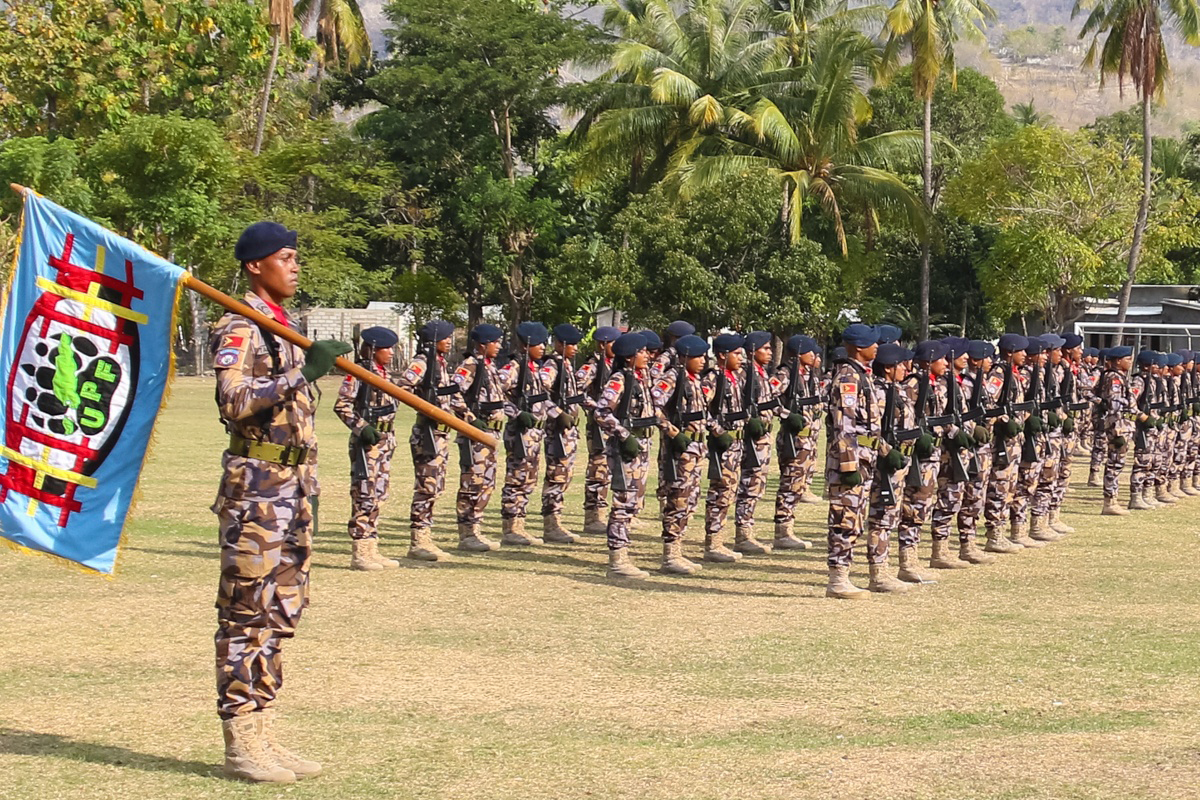
Unidade de Patrulhamento de Fronteira mit ihrer Flagge

Die Unidade de Patrulhamento de Fronteira UPF (tetum Unidade Patrullamentu Fronteira, deutsch Einheit Grenzpatrouille, ehemals englisch Border Police Unit BPU) ist die Grenzschutzpolizei Osttimors. Sie ist Teil der Nationalpolizei Osttimors und verfügte 2019 über 383 Beamte.

## Aufgabe

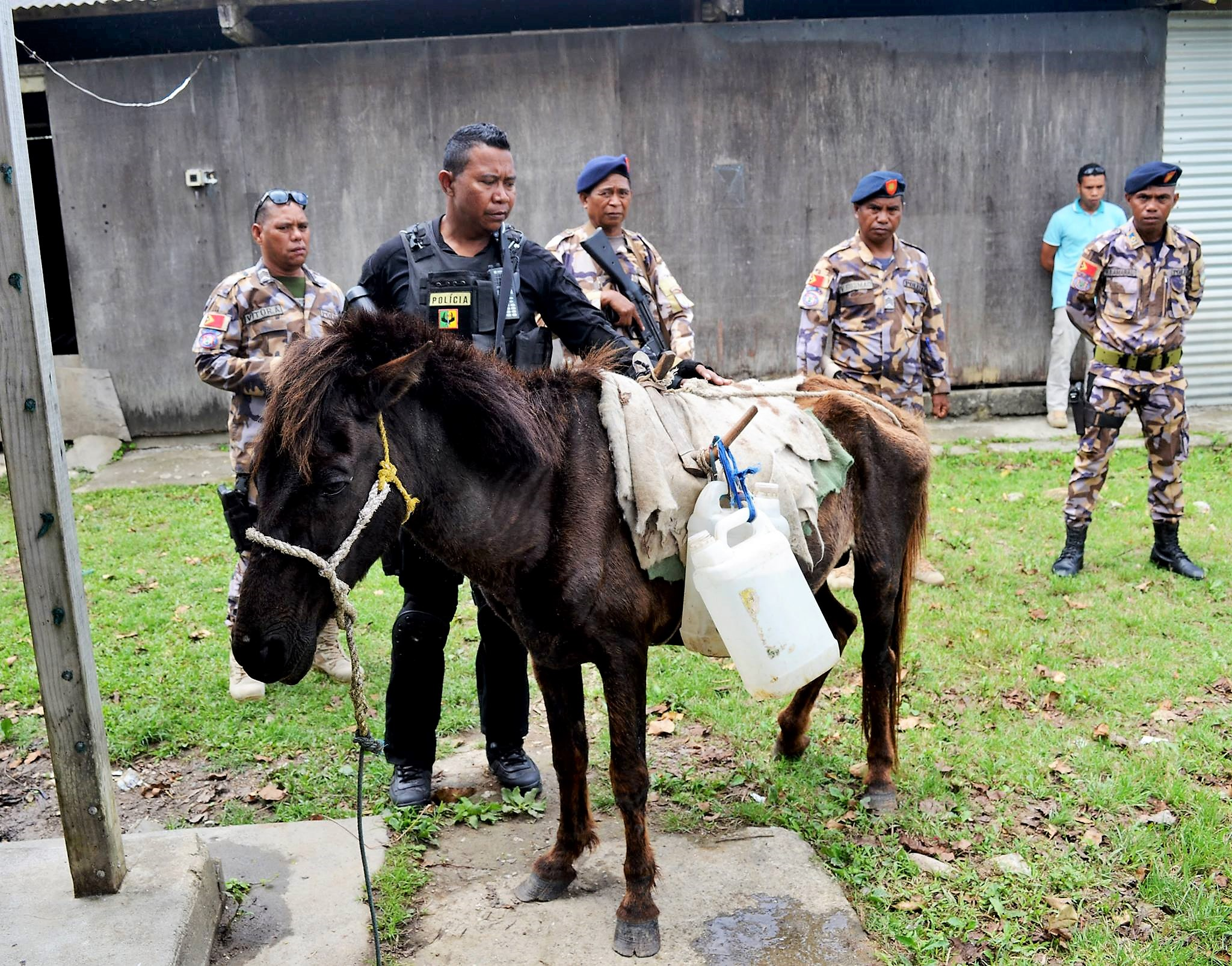
Ein Timor-Pony, das für seine Verdienste bei der UPF als Beamter geehrt wurde

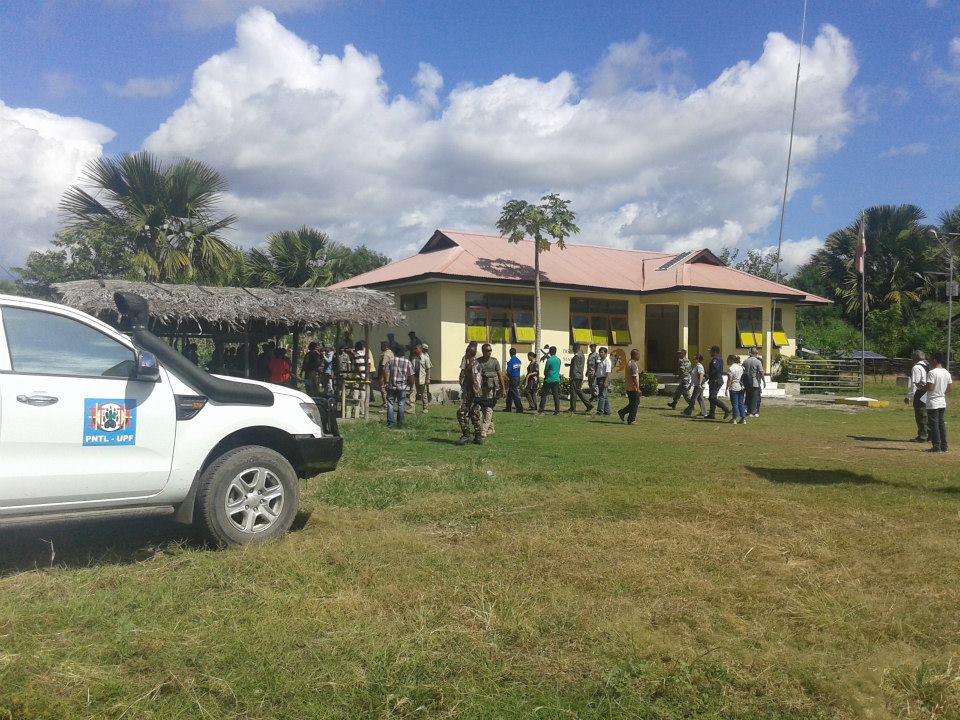
Fahrzeug und Station der UPF in Citrana (Oe-Cusse Ambeno)

Die UPF schützt die Landesgrenzen des Staates Osttimors zu Indonesien. Zu Wasser übernimmt dies die Unidade da Polícia Marítima (UPM).
Die UPF führt Patrouillen entlang der Landesgrenzen durch, meist in Kooperation mit den Verteidigungskräfte Osttimors (F-FDTL), Zoll und Einwanderungsbehörde. Es wird auf illegale Einwanderung, Drogenhandel, Schmuggel und andere illegale Aktivitäten geprüft. Die UPF sorgt auch für die Sicherheit auch an Flughäfen entlang der Landebahnen und im Terminal.
Aufgrund der Verträge mit Indonesien, dem einzigen Nachbarstaat zu Osttimor mit Landgrenze, befanden sich bis 2022 in Oe-Cusse Ambeno, der osttimoresischen Exklave in Westtimor keine Einheiten der F-FDTL. Ihre Aufgaben wurden hier von der UPF übernommen.

## Struktur

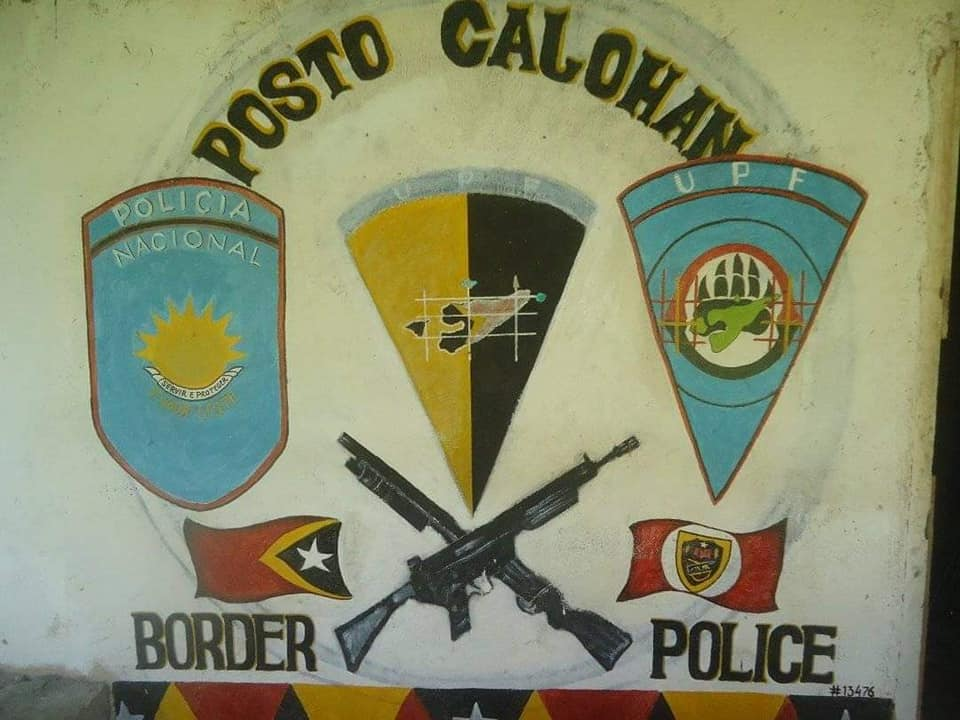
Posto Calohan, Saburai

Die Kompanie (Companhia) Alpha der UPF ist in Mozon (Tunu Bibi, Tapo/Memo, Maliana) stationiert, die Kompanie Bravo in Fatululic (Cova Lima) und die Kompanie Charlie in Oe-Cusse-Ambeno. Weitere Posten gibt es an den Grenzübergängen und in Citrana, Badutmean (Batugade), Mota’ain, Nunura (Manu Aman, Tapo/Memo), Malibaka, Calohan (Saburai), Memo (Tapo/Memo), Derok Ren (Leohito), Wafauk (Balibo) und in Bora (Gildapil, Lolotoe).
2022 begann man mit dem Bau von neuen Posten in Oesilo, Sacato (Suco Nipane) und Motamasin.

## Geschichte
| Komandante Unidade Patrullamentu Fronteira |            |
| Name                                       | Dienstzeit |
| Superintendente Agostinho Gomes            | 2009–2013  |
| Superintendente João Belo dos Reis         | 2013–2020  |
| Superintendente João Sancho Pires          | 2020–2021  |
| Superintendente Euclides Belo              | seit 2021  |

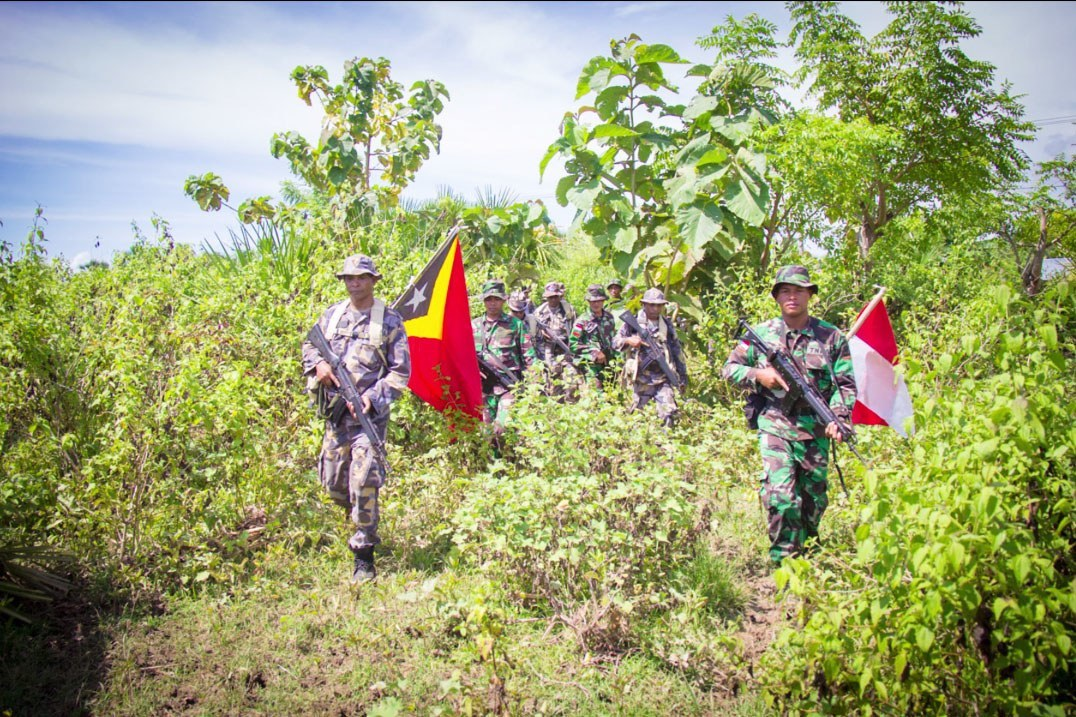
UPF-Beamte zusammen mit Soldaten der indonesischen Armee auf Patrouille in Cowa

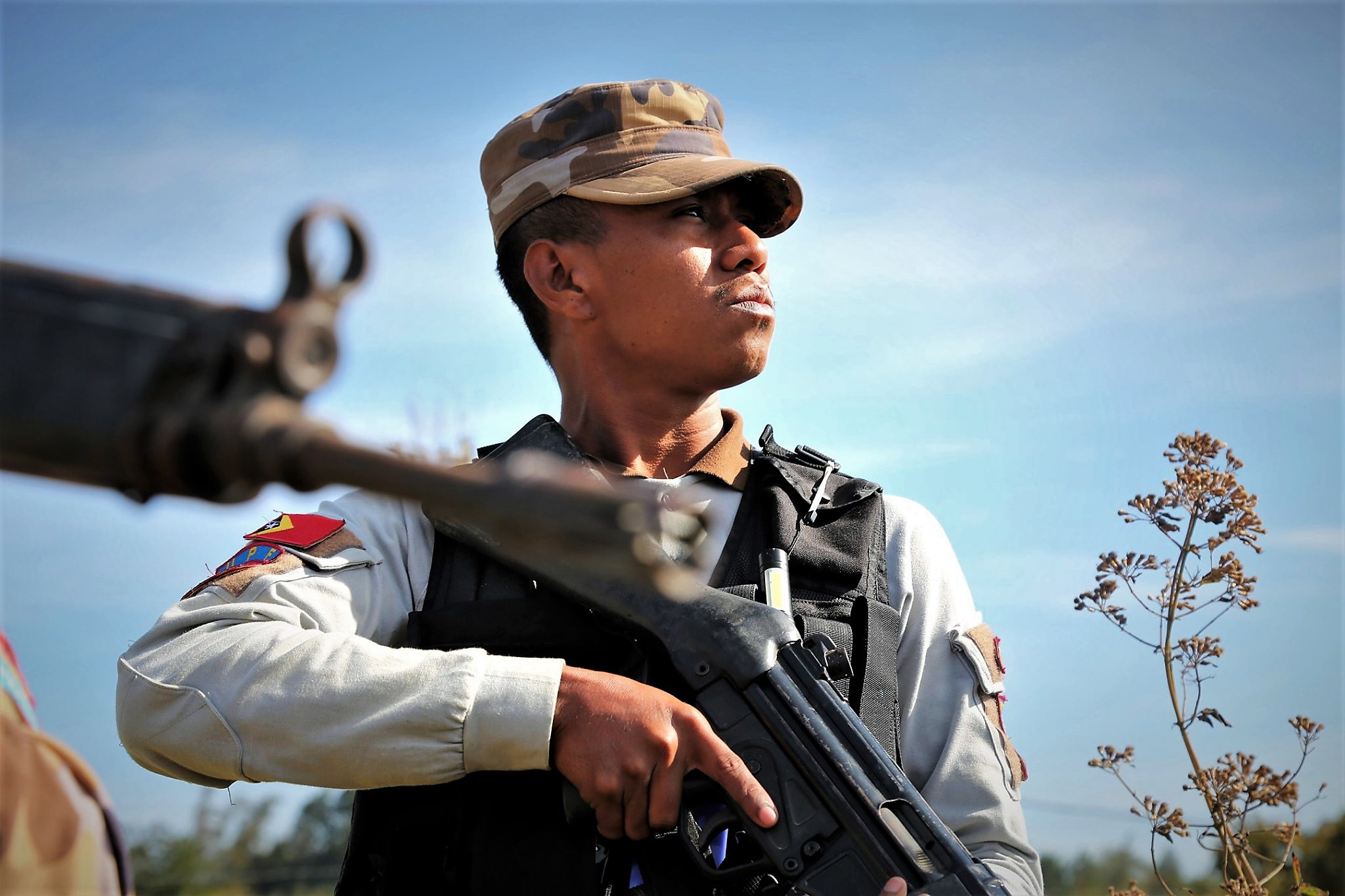
Polizist der UPF (2020)

Geschaffen wurde die UPF mit dem Gesetz 9/2009, Artikel 33, vom 18. Februar zu den Organen der PNT. Zu dem Zeitpunkt lag die Polizeiverantwortung im Land in weiten Teilen noch in Händen der Integrierten Mission der Vereinten Nationen in Timor-Leste (UNMIT). Erst am 28. September 2010 ging die Verantwortung für den polizeilichen Grenzschutz vollständig an die nationalen Polizeikräfte über.
Am 12. Oktober 2009 drangen eine Handvoll indonesische Soldaten und Paramilitärs in die zwischen Indonesien und Osttimor umstrittene Área Cruz ein. Dort attackierten sie laut der osttimoresischen Presse eine Gruppe von Osttimoresen, die gerade eine Station der UPF am Bisae Súnan errichteten. Die Indonesier beschlagnahmten das Baumaterial und brachten es über die Grenze. Später gaben sie an, sie dachten, es sei aufgegeben worden. Zwei Tage später begannen etwa 100 Osttimoresen Steine aus dem nahegelegenen Fluss auf den Berg zu tragen, um daraus die Station zu bauen. Die Situation eskalierte, als von der anderen Seite Soldaten die indonesische Flagge schwenkten. UN-Mitarbeiter und osttimoresische Polizisten konnten die Lage schließlich beruhigen, bis sich die Dorfbewohner zerstreut hatten.
Am 21. April 2005 kam es zu einem Schusswechsel zwischen indonesischen Soldaten und osttimoresischen Polizisten der UPF an der Tactical Coordination Line (deutsch Taktische Koordinationslinie) zwischen beiden Ländern, nahe Maliana.

## Weblinks

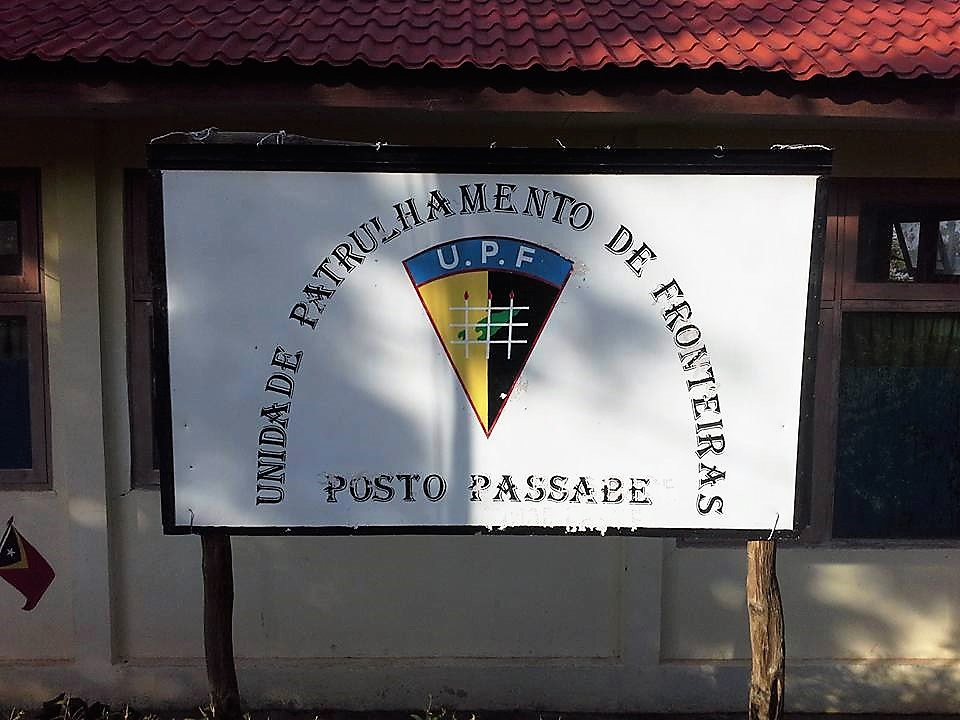
UPF-Posten in Passabe